# Jonezawa
Jonezawa (japonsky 米沢市) je město v prefektuře Jamagatě v Japonsku. K roku 2019 žilo v Jonezawě přes osmdesát tisíc obyvatel.

## Poloha
Jonezawa se nachází na řece Mogami jižně od Jamagaty a severozápadně od Fukušimy.

## Dějiny
Jonezawa je starobylé osídlení vzniklé jako podhradí hradu Jonezawy, které až do reforem Meidži ovládal klan Uesugi. Panství Jonezawa dostal Kagekacu Uesugi, když deklaroval věrnost Iejasu Tokugawovi.
Formální status města má Jonezava od 1. dubna 1889.

### Rodáci
- Masamune Date (1567–1636), daimjó

## Kultura
Jonezawa je známa pro své hovězí maso.